# Wuling Yangguang
Wuling Yangguang (кит. 扬光) — малотоннажный грузовой электромобиль, выпускающийся с января 2024 года подразделением SAIC-GM-Wuling.

## Описание

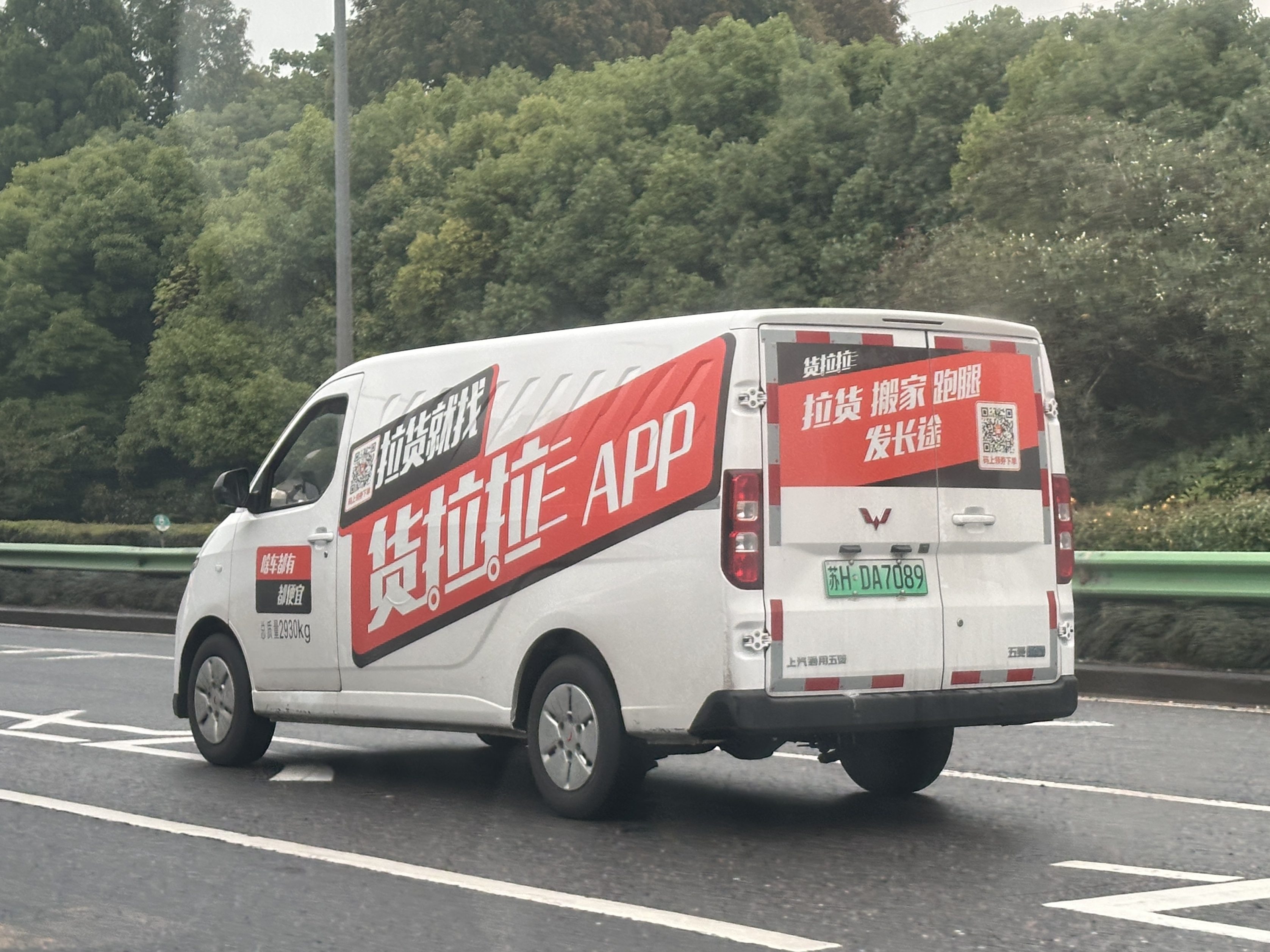
Вид сзади

Wuling Yangguang является полностью электрическим фургоном, специально разработанным для нужд городской логистики и дистрибуции.

### Технические характеристики
Wuling Yangguang оснащён синхронным электродвигателем с постоянными магнитами, расположенным над задней осью. Он развивает мощность 60 кВт (82 л. с.) и крутящий момент 220 Н⋅м. Литий-железо-фосфатный аккумулятор ёмкостью 41,9 кВт⋅ч расположен прямо под полом. Запас хода на электротяге составляет 285 км. Привод подаётся на заднюю ось. Передняя подвеска — Макферсон, задняя — зависимая. Максимальная скорость составляет 90 км/ч. Объём грузового отсека составляет 6,5 м3, а габариты грузового отсека — 2830/1680/1365 мм. Снаряжённая масса составляет 1249 кг, а полная масса — 2860 кг.